# Джеймс і гігантський персик
«Джеймс і гігантський персик» (англ. James and the Giant Peach) — популярний дитячий роман валлійського письменника Роальда Дала. За книжкою у 1996 році знято однойменний фільм, а у 2010 ― мюзикл. 
Українською мовою роман вийшов друком у видавництві «А-ба-ба-га-ла-ма-га» у 2009 році.  
В основі сюжету історія про хлопчика-сироту, який потрапляє у гігантський чарівний персик і вирушає у захопливу пригоду з сімома садовими жуками. Дал спочатку збирався написати про гігантську вишню, проте змінив намір, тому що персик «красивіший, більший і соковитіший, ніж вишня». Через подекуди жорстокий зміст, книжка стала постійною мішенню цензури. 
Дал присвятив книгу своїй шестирічній доньці Олівії, яка померла від ускладнень кору через рік після публікації книги.
Американський письменник Брет Істон Елліс назвав «Джеймс і гігантський персик» своєю улюбленою дитячою книгою.

## Сюжет
Джеймс Генрі Троттер — хлопчик, який щасливо жив зі своїми батьками в будинку на березі моря на півдні Англії. На жаль, коли Джеймсу виповнюється чотири роки, шалений носоріг тікає з Лондонського зоопарку та з’їдає його батьків, поки вони ходять по магазинах у столиці. Зрештою він живе з двома жорстокими тітками: Шкваркою і Шпичкою. Замість того, щоб піклуватися про нього, вони фізично та словесно знущаються над ним, ізолюють його у своєму старому будинку на вершині пагорба, видають садистські покарання за найменші провини, змушують його спати на голих дошках на підлозі в кімнаті, схожій на тюремну камеру, і змушують його виконувати здебільшого важку роботу. Вони також не називають його справжнім іменем, а ображають на кшталт «ти, огидна тваринка» або «ти, жалюгідна істота».
Одного разу Джеймс зустрічає таємничого чоловіка, який дає йому сумку з магічними кристалами, наказуючи Джеймсу використати їх у зіллі, яке змінить його життя на краще. Та біля дому Джеймс спотикається і розсипає кристали на землю біля безплідного персикового дерева, не в змозі їх дістати. Пізніше на дереві з'являється один персик, який незабаром виростає до розміру будинку. Шкварка і Шпичка будують навколо нього паркан і заробляють гроші, продаючи квитки туристам. Джеймс же замкнений у будинку і може бачити лише персик та натовп крізь ґрати вікна своєї спальні.
Одного дня після того, як туристи пішли, Джеймсу доручили прибрати сміття навколо персика, і він знаходить у ньому дірку. Він заповзає крізь тунель і опиняється в кімнаті ― збільшеній персиковій кісточці. Там він зустрічає Сороконіжку, міс Павука, Старого Зеленого Коника, Земляного Хробака, Сонечко, Світлячка та Шовкопряда, які стають його друзями.
Наступного дня Сороконіжка зрізає плодоніжку персика ― і той відкочується та розчавлює тіточок Джеймса. Він досягає моря і його оточують ненажерливі акули. Джеймс використовує Міс Павук і Шовкопряда, щоб зробити нитки. Дощовий черв’як стає приманкою і притягує 501 чайку  до персика, після чого до їхніх ший прив’язують нитки. Персик підняли над водою. Високо над хмарами персик зустрічає людей-хмар, які відповідають за такі погодні явища, як град і веселка. 
Пізніше Джеймс розуміє, що група досягла Нью-Йорка. Крило літака, що пролітав поряд, розриває нитки, і персик падає на шпиль Емпайр-Стейт-Білдінг. Спочатку його прийняли за бомбу, через що прибули поліція та пожежники. Заспокоюючи натовп, Джеймс розповідає свою історію і починає дружити з багатьма дітьми в Нью-Йорку; вони їдять персик, а Джеймс і його друзі знаходять власну роботу, тепер проживаючи в Центральному парку, в кісточці від персика.

## 2023 цензурні суперечки
Незважаючи на те, що Роальд Дал наказав своїм видавцям «не змінювати й коми в жодній із моїх книжок», у лютому 2023 року Puffin Books, підрозділ Penguin Books, оголосив, що переписуватиме частини багатьох дитячих романів Дала, щоб, за словами видавця, «впевнитися, що сьогодні нею може насолоджуватися кожен». Рішення зустріли різкою критикою, зокрема й автори Салман Рушді і Крістофер Паоліні,  британський прем'єр-міністр Ріші Сунак, королева Камілла, Кемі Баденок, PEN America і Браян Кокс. Видавці Дала у США, Франції та Нідерландах відмовилися впроваджувати зміни. 
У «Джеймс і гігантський персик» було внесено більше сімдесяти змін, таких як видалення описів Шкварки як товстої жінки (включно з написанням абсолютно нового вірша), видалення посилань на колір шкіри (наприклад, «його обличчя, біле від жаху", "на вигляд білий і худий" і "мила рожева шкіра" Земляного Черв'яка) тощо. 

## Адаптації

### Екранізації
Телевізійна адаптація роману з'явилася на BBC One 28 грудня 1976 року. Режисером став Пол Стоун, а сценаристом ― Тревера Престона. Акторами були Саймон Белл в ролі Джеймса, Бернард Кріббінс в ролі Сороконіжки та Анн Квейл у ролі тітки Спайкер. 
Хоча Роальд Дал за своє життя відхиляв численні пропозиції зняти фільм «Джеймс і гігантський персик», його вдова Фелісіті Дал схвалила пропозицію зняти екранізацію спільно з Disney у середині 1990-х років. Його режисером став Генрі Селік, а продюсерами ― Деніз Ді Нові та Тім Бертон, які раніше знімали Жах перед Різдвом. Фільм вийшов на екрани 12 квітня 1996 року. Хоча це був касовий провал, він отримав позитивні відгуки і з часом став культовою класикою.
Існують численні зміни як у сюжеті фільму, так і в сюжеті книги, хоча загалом фільм був добре сприйнятий. Фелісіті Дал сказала: «Я думаю, Роальд був би в захваті від того, що вони зробили з Джеймсом». Оуен Глейберман з Entertainment Weekly похвалив анімаційну частину, але назвав сегменти живої дії «сирими».  Він був номінований на премію «Оскар» за найкращий оригінальний мюзикл або комедію (автор Ренді Ньюман).
У серпні 2016 року Сем Мендес вів переговори з Disney щодо зйомки ще однієї живої екранізації роману, а Нік Горнбі вів переговори щодо сценарію. У травні 2017 року Мендес більше не брав участь у проекті через його вступні переговори з Disney щодо режисури екранізації Піноккіо.

### Музична адаптація

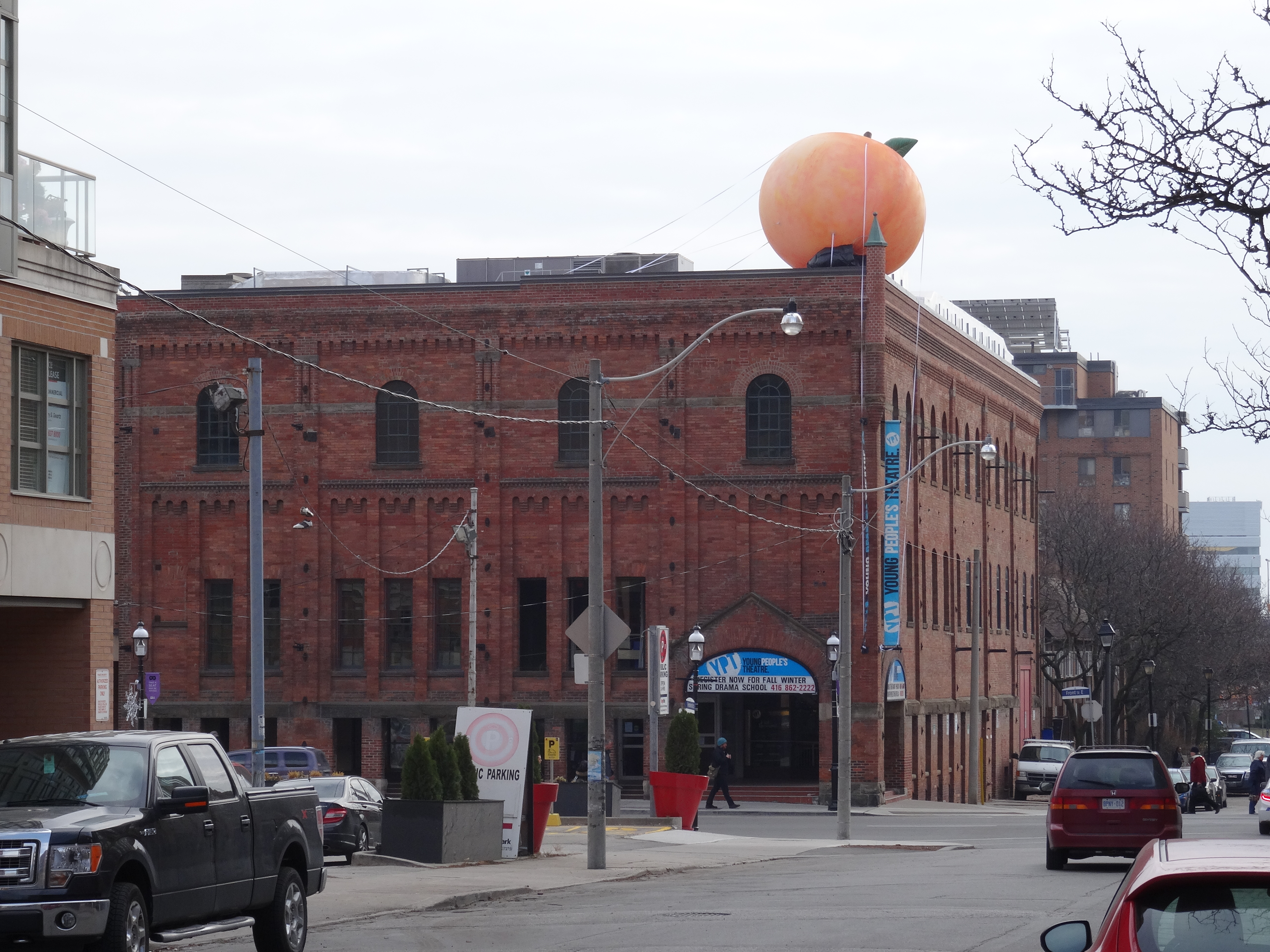
Мюзикл «Джеймс і гігантський персик» у Молодіжному театрі Торонто, 2014 рік

Книга була перетворена в мюзикл з музикою та текстами Бенджа Пасека та Джастіна Пола та книгою Тімоті Аллена Макдональда. Прем'єра мюзиклу відбулася на виставці Goodspeed Musicals 21 жовтня 2010 року. 

### Сценічна адаптація
П’єса Девіда Вуда за мотивами «Джеймс і гігантський персик» йшла по всьому світу. Вперше він був поставлений у 2001 році Sherman Theatre, Cardiff and Birmingham Stage Company, які потім гастролювали по всій Великобританії. Інші великі постановки були змонтовані West Yorkshire Playhouse і Polka Theatre, і він дуже популярний серед громадських і аматорських компаній у Великобританії та США. П'єса опублікована та ліцензована Concord Theatricals.

### Театральна адаптація
Норвічський ляльковий театр Рея ДаСілви влаштував вистави лялькового театру в 1985 році. 

### Благодійні читання
У травні 2020 року, в розпал пандемії COVID-19, Тайка Вайтіті, оскароносний режисер, працював із компанією Roald Dahl Story Company, щоб опублікувати аудіовізуальні тексти книги. До Вайтіті приєдналися актриси Меріл Стріп, Люпіта Ніонго та Кейт Бланшетт; актори Бенедикт Камбербетч, Ліам і Кріс Хемсворт, Раян Рейнольдс ; герцогиня Корнуольська. Тексти потім були опубліковані в 10 частинах на офіційному YouTube-каналі Роальда Дала. 
Захід було організовано, щоб зібрати гроші для глобальної некомерційної організації Partners In Health, заснованої донькою Даля Офелією, яка боролася з COVID-19 у вразливих районах, з Roald Dahl Story Co., яка зобов’язується пожертвувати до 1 мільйона доларів США.  Вайтіті вже працював з компанією як сценарист, режисер і виконавчий продюсер майбутньої серіалізованої адаптації «Чарлі та шоколадної фабрики» від Netflix. 

## Видання
- 2009 – ISBN 978-966-7047-91-7 (А-ба-ба-га-ла-ма-га)
- 2011 – ISBN 0-14-310634-1 (Penguin Classics Deluxe Edition у м’якій обкладинці, 50-та річниця, ілюстрації Джордан Крейн і Ненсі Екхольм Беркерт, вступ Еймі Бендер)
- 1996 – ISBN 0679880909 (м’яка обкладинка, ілюстрації Лейна Сміта)
- 1995 – ISBN 0-14-037156-7 (м'яка обкладинка, ілюстрації Квентіна Блейка)
- 1994 – ISBN 1-55734-441-8 (м'яка обкладинка)
- 1990 – ISBN 0-14-034269-9 (м'яка обкладинка, ілюстрації Емми Чічестер Кларк)
- 1980 – ISBN 0-553-15113-4 (Bantam Skylark м’яка обкладинка)
- 1961 – ISBN 0-394-81282-4 (тверда обкладинка)
- 1961 – ISBN 978-0-394-91282-0 (бібліотечна палітурка, ілюстрована Ненсі Екхольм Беркерт)